# Staurneset
Die Staurneset (norwegisch für Pfostenspitze) ist ein felsiger Gebirgskamm im ostantarktischen Königin-Maud-Land. Im Mühlig-Hofmann-Gebirge erstreckt er sich von der Jøkulkyrkja in nordwestlicher Richtung.
Norwegische Kartographen, die ihn auch benannten, kartierten ihn anhand von Vermessungen und Luftaufnahmen der Dritten Norwegischen Antarktisexpedition (1956–1960).